# Rio São José dos Cordeiros
O rio São José dos Cordeiros é um curso de água que banha o estado da Paraíba, no Brasil.